# Radačov
Radačov je bývalá obec v okrese Prešov, která byla v roce 1964 sloučena s obcí Meretice, čímž vznikla společná obec Radatice.
Je starší z obou vesnic – první písemná zmínka pochází z roku 1261. Od 13. století patřila obec místním zemanům, později také jejich příbuzným i městu Košice. V roce 1600 je v obci doložen evangelický kostel s farou a škola.